# Die fantastische Welt von Oz
Die fantastische Welt von Oz (Originaltitel Oz the Great and Powerful) ist ein US-amerikanischer 3D-Fantasy-Film des Regisseurs Sam Raimi aus dem Jahr 2013, der die Vorgeschichte zu Lyman Frank Baums Kinderbuchreihe um das Zauberland Oz beziehungsweise deren Verfilmungen Der Zauberer von Oz und Oz – Eine fantastische Welt erzählt. Die Weltpremiere des Films fand am 14. Februar 2013 in Hollywood statt. Am 7. März 2013 kam der Film in die deutschen und österreichischen Kinos. In der Titelrolle ist James Franco zu sehen.

## Handlung
Der Zauberkünstler Oscar Diggs bekannt unter dem Künstlernamen Oz macht mit seinem Wanderzirkus Station in seiner Heimat im US-Bundesstaat Kansas. Nachdem er einer Einheimischen schöne Augen gemacht hat, als Assistentin bei seiner Zaubershow zu fungieren, besucht ihn seine Jugendliebe Annie in seinem Wohnwagen. Sie erzählt ihm, John Gale habe ihr einen Heiratsantrag gemacht. Sie habe gesagt, sie müsse darüber nachdenken und wolle nun von Oscar wissen, was er davon hält. Betroffen sagt er, John Gale sei ein guter Mann, er, Oz, aber nicht und sie solle daher John Gale heiraten. Während ein Sturm aufzieht, nähert sich lautstark der Gewichtheber des Zirkus, der herausbekommen hat, dass Oscar auch seiner Frau schöne Augen gemacht hat. Oscar flieht, indem er in einen Heißluftballon hinaufklettert. Als der Gewichtheber den schwebenden Heißluftballon am Ankerseil zu sich herabzieht, schneidet Oscar mit seinem Taschenmesser das Seil durch. Während der Ballon vom aufziehenden Sturm davongetragen wird, wirft Oscars Assistent Frank ihm noch seine Tasche mit Zauber- und Alltagsutensilien zu. Der Ballon steigt und wird vom Lagerplatz des Zirkus weggetragen – direkt auf einen Tornado zu. Der Tornado saugt den Ballon an und wirbelt ihn wild herum. Oz gelingt es sich festzuhalten und fliegenden Trümmerteilen auszuweichen. Als die Fahrt sich beruhigt, findet Oscar sich in einem unbekannten Land wieder.
Nachdem Oscar mit dem durch den Sturm stark beschädigten Ballon abstürzt und schließlich in einem Sumpf landet, begegnet ihm eine junge Frau. Die Frau stellt sich als Theodora die Gute vor und erklärt Oscar, dass er im Land Oz sei. Nachdem Oscar erwidert, dass man auch ihn Oz nenne, berichtet Theodora ihm von einer Prophezeiung des verstorbenen Königs von Oz (der von der Bösen Hexe vergiftet wurde), wonach ein Zauberer aus der Ferne, der genau so heiße wie ihr Land, vom Himmel herabsteigen, die böse Hexe besiegen und König von Oz werden würde. Während beide sich gemeinsam auf in die Hauptstadt, den Sitz des Königs, die Smaragdstadt, machen, zeigt Oz Theodora beiläufig ein paar seiner Kunststücke, die Theodora als Magie auffasst. Sie erklärt, als (gute) Hexe zwar ebenfalls magische Kräfte zu haben; Vergleichbares wie das von Oz aber noch nicht gesehen zu haben. Theodora ist überzeugt, dass Oz der verheißene Zauberer aus der Prophezeiung sein muss. Auf dem restlichen Weg macht Oz der hübschen Theodora Avancen und lehrt sie das Tanzen, so dass Theodora sich in Oz zu verlieben beginnt. Kurz vor der Smaragdstadt treffen die beiden auf den sprechenden geflügelten Affen Finley, der sich in einer Schlingpflanze verfangen hat und verzweifelt um sein Leben fürchtet. Oz schneidet ihn mit seinem Taschenmesser los und rettet ihn mittels einer laut knallenden Rauchillusion vor einem heranspringenden Löwen, der ängstlich davon eilt. Aus Dank für die Rettung seines Lebens schwört Finley Oz ewige Treue und begleitet ihn fortan als Diener.
In der Smaragdstadt angekommen, macht Theodora Oz mit ihrer Schwester Evanora bekannt, die sich als Beraterin des verstorbenen Königs vorstellt. Evanora zeigt Oz die üppig mit Gold gefüllte königliche Schatzkammer, die ganz ihm gehören würde, wenn er König würde. Um König zu werden, müsse er aber erst die böse Hexe im Düsterwald stellen und sie töten, indem er ihren Zauberstab zerbricht. Evanora überzeugt Oz davon, unmittelbar aufzubrechen und Theodora erst nach seiner Rückkehr zu informieren. Auf dem Weg zum Düsterwald treffen Oz und Finley auf ein junges Porzellanmädchen, das als einziges ihres Dorfes den Angriff der geflügelten Paviane der Bösen Hexe überlebt hat. Sie schließt sich ebenfalls Oz an, den sie für den Zauberer der landesweit bekannten Prophezeiung hält. Im Düsterwald treffen die drei auf die Hexe, die sie suchten, Glinda. Es stellt sich jedoch heraus, dass offenbar nicht Glinda, sondern eine der anderen beiden Hexen, Theodora oder Evanora, den vorherigen König vergiftet hat. Glinda hingegen ist Tochter dieses Königs und ist Beschützerin einer Stadt unbescholtener Oz-Bürger. Während Oz und seine Begleiter mit der schönen Glinda in ihre schutzbefohlene Stadt reisen, zeigt Evanora ihrer Schwester Theodora das Geschehen in ihrer Kristallkugel. In der Annahme, Oz bandele nun mit Glinda an, bricht Theodora eifersüchtig in Tränen aus, die beim Abrollen über ihre Wangen Verätzungen hinterlassen. Evanora bietet ihrer Schwester einen magischen Apfel an, von dem bereits ein Bissen ihr gebrochenes Herz heilen soll. Als Theodora vom Apfel abbeißt, versteinert ihr Herz und ihr Äußeres verwandelt sich mit grüner Haut und Hakennase. Zwar wird Theodora dadurch klar, dass nicht Glinda, sondern ihre eigene Schwester Evanora den König vergiftet hat, dennoch macht sie sich hasserfüllt auf, Oz und ihrer Nebenbuhlerin Glinda den Krieg zu erklären. Nachdem Theodora in Glindas Stadt ihrem Ärger Luft gemacht hat, wollen Oz und Glinda die Smaragdstadt erobern und die bösen Hexen, die sie unter Kontrolle halten, besiegen.
Unter Rückgriff auf einige Zaubertricks gelingt es Oz mit Hilfe der handwerklich geschickten Dorfbewohner, die königliche Armee, welche die Smaragdstadt im guten Glauben gegen die Angreifer beschützt, sowie die geflügelte Pavian-Armee der Hexen zu besiegen und die Smaragdstadt zu erobern. Dabei täuscht Oz zunächst seinen Tod vor, um schließlich mithilfe eines der Apparate, die er von den Dorfbewohnern hat bauen lassen, einem Projektionsapparat, der sein Gesicht in eine große Rauchsäule projiziert und seine Stimme laut und bedrohlich verstärkt, ergänzt um ein paar begleitende Illusionen, die bösen Hexen von seiner unbesiegbaren Macht zu überzeugen. Die Hexen fliehen in der Annahme, mit der Macht Oz’ nicht konkurrieren zu können, aus der Stadt. Da nur einige Eingeweihte wissen (dürfen), dass Oz’ Körper nicht tot und er kein wahrer Zauberer ist, installieren Oz und seine eingeweihten Freunde den Projektionsapparat im Thronsaal der Smaragdstadt, für den Fall, dass jemals jemand den Zauberer von Oz sprechen möchte. Abschließend macht Oz jedem seiner treuen Freunde ein Geschenk, das symbolisch für einen sehnlichen Wunsch oder eine Charaktereigenschaft der Beschenkten steht. Glinda schenkt er einen Kuss, den sie gerne annimmt.

## Produktion
L. Frank Baum hat in seinen 14 Romanen den biografischen Hintergrund des Zauberers von Oz nie ausführlicher erklärt. Der Film erläutert, wie sich einige der bekannten Figuren entwickelt haben, woher sie stammen und was sie ausmacht.
Gedreht wurde an insgesamt 111 Tagen in sieben Studiohallen auf dem Gelände der Michigan Motion Pictures Studios in Pontiac im US-Bundesstaat Michigan. Sam Raimi engagierte Robert Stromberg, um die Sets für den Film zu errichten. Insgesamt entwarf Stromberg für den Film 24 komplette Sets, darunter auch Schauplätze wie den gelben Ziegelsteinweg oder die Smaragdstadt.
Zum ersten Mal wurde eine Marionette als Bewegungsreferenz für eine digital animierte Figur eingesetzt. Sam Raimi holte den bekannten Puppenspieler Philip Huber ins Team, er kreierte das Porzellanmädchen als 45 Zentimeter große Marionette. Der Zuschauer wird Hubers Marionette auf der Leinwand nicht mehr sehen können, sie wird von einer digitalen Figur ersetzt, deren Bewegungen dem Puppenvorbild möglichst nah angeglichen werden. Hubers Marionette hatte ein neutrales Gesicht, auf das später in der digitalen Postproduktion die Gesichtszüge von US-Schauspielerin Joey King übertragen wurden. Auf diese Weise besitzt das Porzellanmädchen ein größeres Repertoire an mimischen Ausdrucksmöglichkeiten.

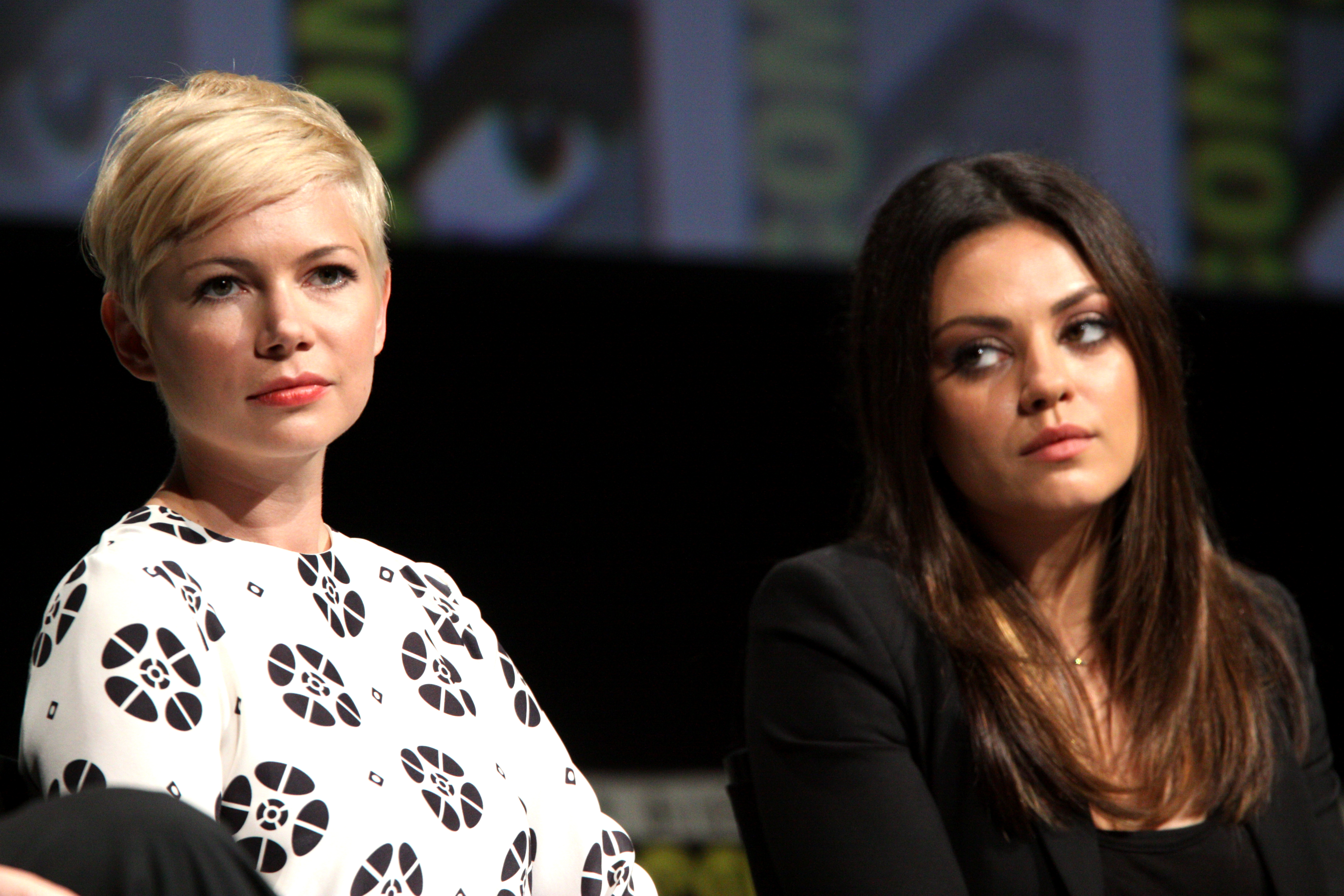
Michelle Williams und Mila Kunis bei der San Diego Comic-Con 2012

Die Walt Disney Company arbeitete bereits mehrere Jahre am Film. Joe Roth, der mit Alice im Wunderland den Studios einen großen Erfolg bescherte, wurde als Produzent verpflichtet. Anfangs stand Robert Downey Jr. im Gespräch, die Rolle von Oz zu übernehmen. Im Februar 2011 wurde die Rolle jedoch an James Franco, der mit dem Regisseur bereits in den Spider-Man-Filmen Spider-Man, Spider-Man 2 und Spider-Man 3 arbeitete, vergeben. Im darauffolgenden März wurde Mila Kunis als die böse Hexe Theodora verpflichtet; für die gute Hexe Glinda wurde im Mai Michelle Williams gecastet. Im selben Monat wurde auch Zach Braff bestätigt; Bruce Campbell, der in der Tanz-der-Teufel-Trilogie, mit der Regisseur Sam Raimi seinen Durchbruch hatte, die Hauptrolle spielte und bereits in den Spider-Man-Filmen von Raimi einen Cameo-Auftritt hatte, kam im August hinzu. Seine Rolle fiel jedoch beim Endschnitt aus der Kinoversion des Films. Den Soundtrack schrieb Danny Elfman. Der Titelsong Almost Home wird von Mariah Carey gesungen. Gedreht wurde mit einem Budget von etwa 215 Millionen US-Dollar vom 25. Juli 2011 bis zum 22. Dezember 2011 in Filmstudios in Los Angeles und Pontiac.

## Vermarktung
Im Juli 2011 veröffentlichte Disney das erste Poster zum Film. Am 13. Juli erschien der erste Filmtrailer, am 15. November 2012 der zweite Trailer. Bis dahin wurden zudem zwei weitere Poster veröffentlicht.

## Synchronisation
Für das Dialogbuch war Alexander Löwe und für die Dialogregie war Axel Malzacher zuständig. Christine Roche und Thomas Amper übernahmen die musikalische Leitung im Auftrag der FFS Film- & Fernseh-Synchron GmbH Berlin.
| Rolle                               | Darsteller           | Synchronsprecher      |
| ----------------------------------- | -------------------- | --------------------- |
| „Oz“/ Oscar Diggs                   | James Franco         | Marius Clarén         |
| Theodora, die böse Hexe des Westens | Mila Kunis           | Anja Stadlober        |
| Glinda, die gute Hexe des Südens    | Michelle Williams    | Luise Helm            |
| Annie                               | Michelle Williams    | Luise Helm            |
| Evanora, die böse Hexe des Ostens   | Rachel Weisz         | Andrea Kathrin Loewig |
| Frank/Finley                        | Zach Braff           | Marcel Collé          |
| Meister Tinker                      | Bill Cobbs           | Klaus Sonnenschein    |
| Knuck                               | Tony Cox             | Tobias Lelle          |
| Porzellanmädchen                    | Joey King            | Vivien Gilbert        |
| Mädchen im Rollstuhl                | Joey King            | Vivien Gilbert        |
| May                                 | Abigail Spencer      | Melanie Hinze         |
| Skeptiker im Publikum               | Ted Raimi            | Matthias Klages       |
| Torwächter                          | Bruce Campbell       | Matthias Klages       |
| Ältester Tinker                     | John Paxton          | Gerd Holtenau         |
| Gewichtheber                        | Tim Holmes           | Tilo Schmitz          |
| Jahrmarktschreier                   | William Dick         | Bodo Wolf             |
| Mr. Baum                            | Russell Bobbitt      | Raimund Krone         |
| Munchkin                            | Martin Klebba        | Raimund Krone         |
| Tent Barker                         | John Lord Booth III  | Matthias Rimpler      |
| Mr. Quimbley                        |                      | Matthias Rimpler      |
| Kinder                              |                      | Matthis Schmidt-Foß   |
| Kinder                              | Zalina Sanchez Decke |                       |
| Kinder                              | Derya Flechtner      |                       |
| Kinder                              | Naomi Hadad          |                       |
| Krähen                              |                      | Axel Malzacher        |

## Rezeption

### Kritiken
Die fantastische Welt von Oz erhielt tendenziell positive bis gemischte Kritiken. Auf Metacritic wurde basierend auf 42 Kritiken ein Score von 44 Prozent vergeben. Auf Rotten Tomatoes erhielt der Film basierend auf 243 Kritiken eine Bewertung von 59 Prozent, von den gewerteten Kritiken fielen 143 positiv und 100 negativ aus. Im Durchschnitt wurden 6 von 10 Punkte vergeben. Die gesammelte Kritik wurde wie folgt zusammengefasst:

“It suffers from some tonal inconsistency and a deflated sense of wonder, but Oz the Great and Powerful still packs enough visual dazzle and clever wit to be entertaining in its own right.”

„Der Film leidet an einigen tonalen Inkonsistenzen und einem nachlassenden Gefühl des Staunens, aber Die fantastische Welt von Oz hat dennoch genug Schillern und cleveren Witz, um als unterhaltsam zu gelten.“

Die Kritik des San Francisco Chronicle betont die gelungene Anknüpfung als Vorgeschichte zu Der Zauberer von Oz und sagt, wer den Klassiker mag, wird Die fantastische Welt von Oz ebenfalls sehr mögen:

“[W]atching the movie, it becomes pretty clear that they kept the 1939 classic in mind, thought about what might have happened years before and let their imaginations rip. That’s why the more you like the Judy Garland film, the more you might appreciate ‘Oz the Great and Powerful.’ Appreciate. Enjoy. Admire. Be glad to see. Have fun with … But as for love – well, love will be harder to come by.”

„Beim Schauen des Films wird ziemlich klar, dass sie [die Macher des Films] den Klassiker von 1939 im Hinterkopf hatten, darüber nachdachten, was Jahre vorher [vor der Handlung des Klassikers] geschehen sein könnte und ihrer Fantasie freien Lauf ließen. Daher wird man, je mehr man den Klassiker mit Judy Garland mag, „Die fantastische Welt von Oz“ ebenfalls umso mehr wertschätzen. Wertschätzen. Genießen. Bewundern. Froh sein ihn zu sehen. Spaß dabei haben … Aber ihn zu lieben wird schwieriger sein.“

In der Kritik des Empire wird darauf hingewiesen, dass trotz der FSK-6-/JMK-8-Freigabe, vielleicht nicht unbedingt Kinder das Zielpublikum darstellen, sondern vielmehr Freunde des Klassikers von 1939, dessen Vorgeschichte hier erzählt wird.

“If there are post-Harry Potter children who don’t know or care about The Wizard Of Oz, they might be at sea with this story about a not-very-nice grownup in a magic land, but long-term Oz watchers will be enchanted and enthralled. There’s even a musical number, albeit an abbreviated one.”

„Kinder aus der Nach-Harry-Potter-Ära, die den Zauberer von Oz nicht kennen oder nichts damit anfangen können, werden mit dieser Geschichte über einen nicht so netten Erwachsenen in einem magischen Land auch nicht viel anfangen können, aber Langzeit-Oz-Zuseher werden verzaubert und bezaubert. Es gibt sogar eine Gesangsnummer [wie in Der Zauberer von Oz], wenn auch eine abgekürzte.“

### Erfolg an den Kinokassen
Am Startwochenende spielte Die fantastische Welt von Oz 150,2 Mio. US-Dollar (134,9 Mio. Euro; 126,3 Mio. Schweizer Franken) ein, davon 80,3 Mio. US-Dollar (69,8 Mio. Euro; 65,3 Mio. Schweizer Franken) in Nordamerika (Vereinigte Staaten und Kanada) sowie 3,7 Mio. US-Dollar (3,2 Mio. Euro; 3 Mio. Schweizer Franken) in Deutschland und 0,5 Mio. US-Dollar (0,4 Mio. Euro; 0,4 Mio. Schweizer Franken) in Österreich.
Die Einspielergebnisse sind der Tabelle zu entnehmen. In den Vereinigten Staaten war Die fantastische Welt von Oz der zehnterfolgreichste Film des Jahres 2013.
Im Jahr 2013 wurden bundesweit 1.135.076 Besucher an den deutschen Kinokassen gezählt, womit der Film den 29. Platz der meistbesuchten Filme des Jahres belegte.